# 复旦大学枫林校区
枫林校区是复旦大学的四大校区之一，俗称医学院校区，位于繁华的徐家汇东侧。枫林校区因所在地徐汇区枫林桥地区而得名，正门为医学院路138号。
枫林校区是原上海医科大学的校址，与毗邻的中山医院于1937年投入使用，1994年被列为上海市第二批优秀历史建筑。占地288亩，是复旦大学除药学院外各医学院系的所在地，包括基础医学院、公共卫生学院和护理学院。因东安路（原东庙桥路）穿越校区，枫林校区被分为东苑和西苑，此外护理学院单独位于枫林路305号。

## 历史
1927年，上海医学界中著名人士颜福庆、乐文照、高镜朗、任廷桂等，创办了第一所完全由中国人自办自教的，为民众服务的医学院，当时定名为国立第四中山大学医学院。由于资金极度匮乏，医学院曾在吴淞等地办学，然土地面积小、条件简陋，故于1934年，在徐家汇枫林桥地区购地兴建新校舍。因法租界百般刁难，仅在枫林桥购地100亩。经创校先贤艰苦努力和民族企业家刘鸿生、项松茂、叶子蘅及《申报》总经理史量才的资助，上海医学院新校舍和中山医院终在1936年9月落成，并于1937年启用。上医校园和中山医院内中西合璧的大楼，体现了当时隆昌建筑公司的设计师在保持中国传统建筑形式中的新思路和新创造。随着上医的发展，枫林校区的面积逐步扩大至288亩。不过，枫林校区仍然是复旦四校区中面积最小的一个。

## 区域与建筑
- 东苑位于东安路以东，中山医院以西，肇嘉浜路以南。该地区有上医标志性建筑、上海市优秀历史建筑“东一号楼”，以及明道楼、治道楼、复星楼、法医楼、东九号楼等建筑。颜福庆像、医学生誓言碑也位于此。东苑的功能定位是行政和科研。
- 西苑位于东安路以西，功能定位为学生生活和教学区。因枫林校区面积较小，部分行政单位和科研用地也位于西苑。主要建筑有复旦大学医科图书馆，西七号楼，西八号楼（公共卫生学院），西十三号楼，实验动物楼，第一教学楼、第二教学楼，体育活动中心，综合游泳馆，以及克卿书院大楼（学生宿舍和食堂）。
- 枫林路305号，是护理学院所在地，与东苑西苑相距不远但并不相连。
- 复旦大学人体科学科普教育基地[2]

## 道路与景观广场
枫林校区有若干道路和广场因上医的历史而得名。
- 福庆路和福庆广场：颜福庆像草坪被命名为福庆广场，广场前道路为福庆路，纪念上医创校人颜福庆。[3]
- 正谊路：取自上医老校训“正谊明道”。
- 同生东、西路和同生广场：纪念上医首任党委书记陈同生。同生东路位于东苑，同生西路位于西苑。同生广场是西苑景观校门至医科图书馆之间的一大片草坪和花园。
- 普济路：汲取自上医校歌“人生意义何在乎？为人群服务”的精神。这条道路在枫林校区改扩建后消失，大致位置位于今西六号楼经院名石至游泳馆。
- 宣誓广场：位于东苑。原为工字楼所在位置，工字楼因上海轨道交通7号线和东安路拓宽工程拆除后，变为放置有医学生誓言碑的花园。枫林校区改扩建后命名为宣誓广场，重建了誓言碑并增加了在中华人民共和国初期被评为一级教授的16名上医教授的塑像。[4]

## 改扩建工程
因复旦大学土地资源紧张制约了学校的发展，特别是邯郸校区和枫林校区负担过重、发展空间十分有限，复旦于2012年决定进行江湾校区新一轮建设和枫林校区改扩建工程。2014年夏至2017年夏，枫林校区的学生因大规模建设而搬往江湾校区和校外住宿点，建设工程大规模开展。
2017年夏，克卿书院大楼、一号科研楼、新的医科图书馆完工，枫林校区学生回迁。预计2022年二号医学科研楼落成后，枫林校区除历史保护建筑及新建建筑外，现有老旧建筑将被更新。2017年11月18日，枫林校区一号科研楼“复星楼”正式揭牌，基础医学院病原生物学系/医学分子病毒学重点实验室和公共卫生安全教育部重点实验室等科研团队入驻。

## 事件
- 2013年案发：林森浩投毒案